# 電気盆

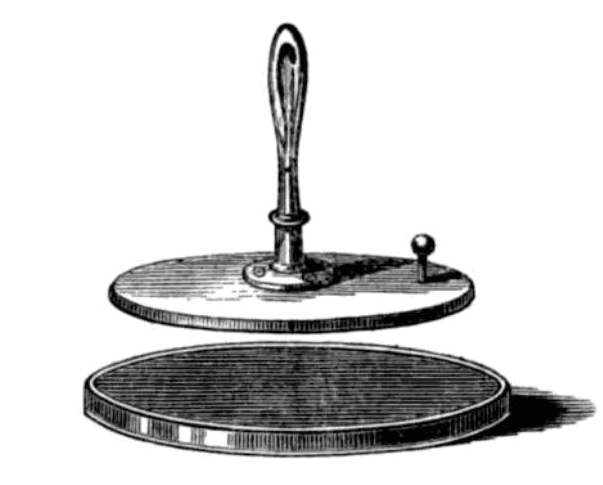
1800年代の電気盆

電気盆（でんきぼん、Electrophorus）とは、静電誘導を利用して電荷を集める器具である。発明は1764年にスウェーデンの教授ヨハン・ヴィルケ (Johan Carl Wilcke) によってなされたが、1775年にそれを改良し、世間に広く知らしめたのはイタリア人アレッサンドロ・ヴォルタである。ヴォルタはしばしば電気盆の発明者だと間違って言及される。"elecrtoporus"という語はギリシア語の"ήλεκτρον(elektron)"と"ϕέρω(phero)"をヴォルタが組み合わせた造語で、「電気を運ぶもの」を意味する。
電気盆は誘電体（元来はピッチやロウ、現代ではプラスティック）の円盤、金属製の円盤、絶縁体の取っ手から成る。使用法は以下の通り。
1. まず、誘電体の円盤を毛皮か布で擦って摩擦帯電させる。
2. 次に、金属円盤を誘電体円盤の上にかざす。すると誘電体円盤の電荷（下図ではマイナス）による電界が金属円盤中の電荷に作用して、誘電体円盤に近い側に異符号（プラス）、遠い側に同符号（マイナス）の電荷が現れる（→静電誘導）。
3. そして、金属円盤の上面から電荷（図ではマイナス）を逃がしてやる（具体的には上面を指で触るなどすればアースできる）。そうすると、金属円盤には誘電体の円盤とは異符号の電荷（この場合ではプラス）だけが残ることになる。

アースする前の電荷分布

金属円盤に残った電荷は放電させることが可能である。また2と3の手順は何度でも繰り返すことが可能であり、原理的には得られる電荷に上限はない。そのためヴォルタはこの器具を"elettroforo perpetuo"（elettroforo＝電気を運ぶもの。perpetuo＝永続的な）と呼んだ。
かつて存在した最大の電気盆の例は、ドイツの科学者ゲオルク・クリストフ・リヒテンベルク（Georg Christoph Lichtenberg）が1777年に製作したものである。それは約6フィート（約2m）の直径があり、金属の円盤部分は滑車で上下された。15インチ（約40cm）の火花を飛ばすことが可能だったと報告されている。リヒテンベルクはその放電を、リヒテンベルク図形（Lichtenberg figure）として知られる奇妙な樹形の模様を創り出すために使用した。

## 電荷はどこから来るのか？
誘電体の円盤は限りある電荷しか持たないのに、そこから無限の電荷が得られることは、一見すると奇妙である。電荷はどこから来るのか。その答えは、誘電体の円盤の持つ電荷が2 - 3の過程で消費されない所に隠されている。誘電体の円盤が果たす役割は、ただ金属の円盤に静電誘導を起こすことだけである。二つの円盤の間で電荷の授受は無い。つまり電荷はどこからか来るわけではない。とは言え、新しく産み出されているわけでもない。電気的に中立な金属円盤内の正電荷と負電荷が静電誘導によって分離され、そのうち片方が捨てられることによって、事実上もう片方の電荷が取り出されているに過ぎないのである。
では電荷を得るためのエネルギーはどこから来ているのか。それは、静電気力に抗して円盤を動かしたことによる力学的仕事から来ている。このように電気盆で電荷を得る原理は、ウィムズハースト起電機やヴァンデグラフ起電機などの誘導式静電発電機と同一である。

## 主要参考資料
- Pancaldi, Giuliano (2003). Volta, Science and Culture in the Age of Enlightenment. Princeton Univ. Press. ISBN 0691122261. , p.73-105 Volta's 'invention' of the electrophorus
- Jones, Thomas B. (July 2007). "Electrophorus and accessories". Thomas B. Jones website. Univ. of Rochester. Retrieved on 2007-12-27.
- Schiffer, Michael Brian (2003). Draw the Lightning Down:Benjamin Franklin and electrical technology in the Age of Enlightenment. Univ. of California Press. ISBN 0520238028.  p.55-57. Place of electrophorus in history of electrostatics, although doesn't mention Wilcke's contribution.
- "Electrophorus". Encyclopaedia Britannica, 11th Ed. 9. The Encyclopaedia Britannica Publishing Co.. 237. Retrieved on 2007-12-27.